# ジョン・ポール・スティーブンス
ジョン・ポール・スティーブンス（英語: John Paul Stevens、1920年4月20日 - 2019年7月16日）は、アメリカ合衆国の法律家、法学者。1975年から2010年にかけて、アメリカ合衆国連邦最高裁判所陪席判事の職にあった。共和党のジェラルド・フォード大統領により最高裁判事に任命され、自身も共和党員で保守派を自認していたが、判事としての判断は在任中にリベラルに傾き、引退した時点においてはリベラル派の判事の一人だったとみなされている。

## 人物
シカゴ生まれ。
当初は母親と同じ文学者を目指して学業に励むが、第二次世界大戦が始まると、情報士官として海軍に従軍。大日本帝国海軍の山本五十六連合艦隊司令長官の撃墜作戦（ヴェンジェンス作戦、日本側呼称海軍甲事件）に貢献した功績で、ブロンズスターメダルを授与された。一方でスティーブンス本人は特定の個人の殺害の標的にしたこの作戦に疑問を感じており、後の死刑に対する疑念につながっていく。
戦後は司法の道に進み、1975年に当時のフォード大統領によって最高裁判事へ指名され、2010年に退官するまでその任にあった。

## 著書
スティーブンスの著書には2011年発行の回顧録 Five Chiefs: A Supreme Court Memoir があり、アメリカ合衆国連邦最高裁判所長が5代入れ替わる中法曹界での仕事を続けた。フレッド・ヴィンソンの部下の一人として、ウォーレン・コート時代 (en) は在野の弁護士として、あるいは陪席裁判官を務めたウォーレン・バーガー時代 (en) とレンキスト時代、 ロバーツ時代 (en)を振り返っている。
2014年の著書 Six Amendments: How and Why We Should Change the Constitution はアメリカ合衆国憲法の条文に第6条を追加、政治的手段としてゲリマンダー (en) の回避、政党中央部による地方選挙介入の阻止 (en) や選挙資金改革 (en) 、また死刑制度、銃規制 (en)、主権免除 (アメリカにおける主権免除) について論じた。
最晩年の99歳、死去の前に出版した最後の著書が The Making of a Justice: Reflections on My First 94 Years である。